# Măldărești

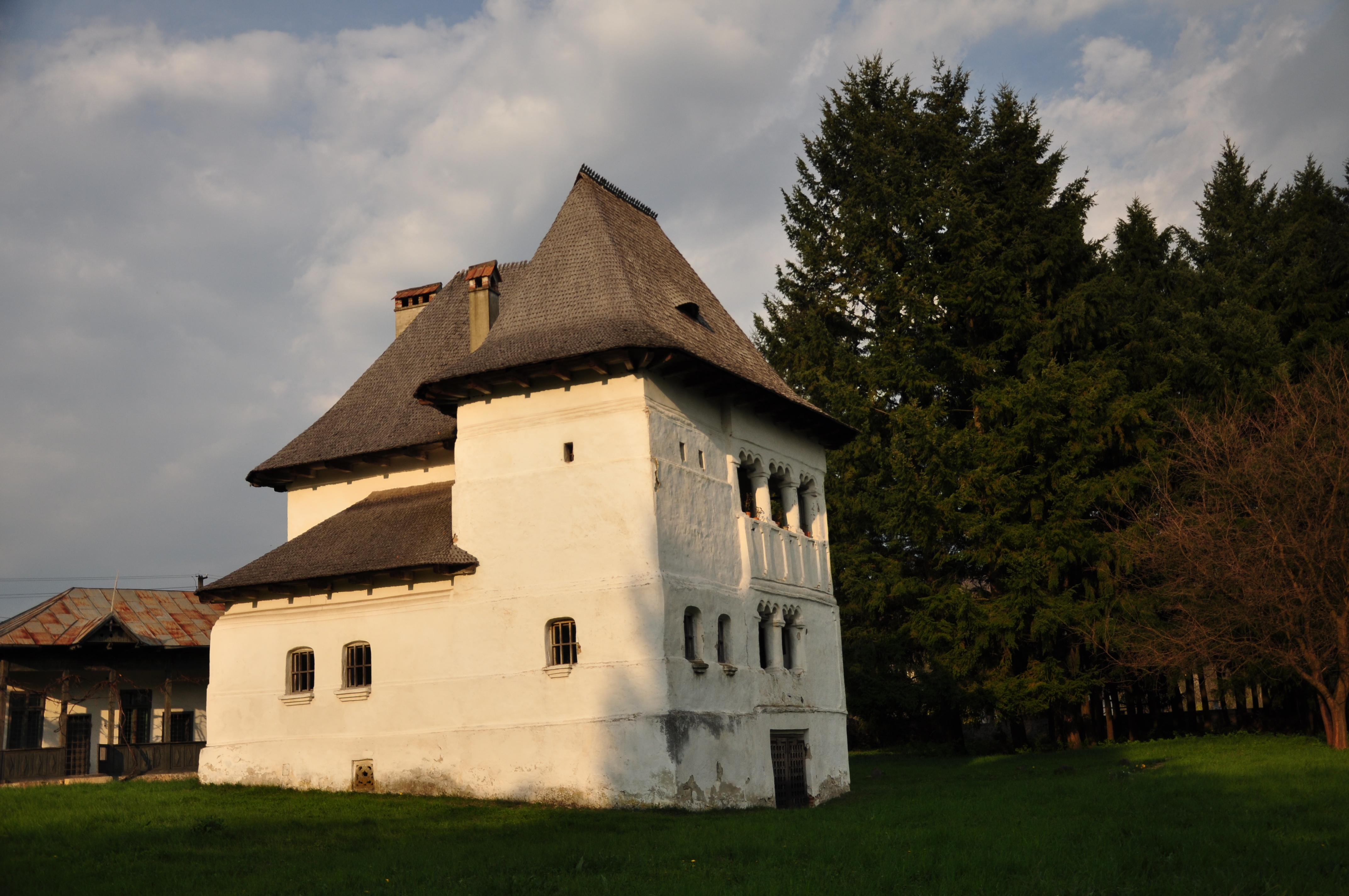
Cula Greceanu, Măldărești

Măldăreşti é uma comuna romena localizada no distrito de Vâlcea, na região de Oltênia. A comuna possui uma área de 28.73 km² e sua população era de 2021 habitantes segundo o censo de 2007.